# Zoolander 2
Zoolander 2 er en kommende amerikansk komediefilm instrueret af Ben Stiller og skrevet af Justin Theroux og Stiller. Det er fortsættelsen til Zoolander fra 2001. Hovedrollerne spilles af Stiller, Owen Wilson, Penélope Cruz, Christine Taylor og Kristen Wiig. Filmen forventes at blive udgivet den 12. februar, 2016, af Paramount Pictures.

## Medvirkende
- Ben Stiller som Derek Zoolander[2]
- Owen Wilson som Hansel McDonald[2]
- Penélope Cruz[3]
- Christine Taylor som Matilda Jeffries[4]
- Kristen Wiig[5]
- Will Ferrell som Jacobim Mugatu[6]
- Cyrus Arnold[7]
- Billy Zane[8]
- Fred Armisen[9]
- Justin Bieber[10]
- Kyle Mooney[11]
- Beck Bennett[12] as Geoff Miller

## Produktion
I december 2008, bekræftede Stiller at han gerne vil lave en en fortsættelse til Zoolander, og sagde: "I’ve been trying to get Zoolander 2 together and we’ve had a few scripts. I feel that is the sequel I really would like to do some day because I like the original and I would make sure it was something new and worthy of it first." Da han blev interviewet i Friday Night with Jonathan Ross den 15. maj i 2009, sagde Stiller at han kiggede på forskellige manuskripter. I februar 2010, blev Justin Theroux, der var medforfatter på Tropic Thunder med Stiller, hyret til at skrive og instruere fortsættelsen. Måneden efter bekræftede Stiller at han ville medforfatte manuskriptet og bekræftede: "We're in the process of getting a script written, so it's in the early stages. But yeah, it's going to happen." At some later, unspecified point, Stiller had taken over as director. i The Tonight Show with Jay Leno den 17. december i 2010 sagde Owen Wilsonen Zoolander-opfølger højst sandsynligt ville blive gjort, muligvis med titlen Twolander.
I januar 2011, bekræftede Stiller at manuskriptet var fuldført og beskrev plottet som: "It’s ten years later and most of it is set in Europe... it’s basically Derek and Hansel... though the last movie ended on a happy note a lot of things have happened in the meantime. Their lives have changed and they’re not really relevant anymore. It’s a new world for them. Will Ferrell is written into the script and he’s expressed interest in doing it. I think Mugatu is an integral part of the Zoolander story, so yes, he features in a big way.” I juli 2012, beskrev Stiller en vanskelig udviklings-process: "We have a script, as we’ve had for a little while, and it’s not quite coming together right now but I hope it does. I would like to do it at some point in the future." I september 2014, sagde Ferrell om opfølgeren: "We are actually supposed to do a read-through of a sequel script soon, and Mugatu is a part of it."
Den 20. november 20, 2014, sluttede Penélope Cruz sig til de medvirkende, og den 29. januar, 2015, blev Christine Taylor hyret til at genoptage sin rolle som Matilda Jeffries. Den 9. februar 9, 2015, blev optagelserne fastslået til at begynde i Rom's Cinecittà studios foråret 2015. Den 10. marts, 2015, optrådte Stiller og i Paris Fashion Week i rollerne som Derek Zoolander og Hansel McDonald. Den samme dag annoncerede Paramount at Zoolander 2 ville blive udgivet den 12. februar, 2016. On April 21, 2015, Fred Armisen joined the cast. Principal photography began in April 2015.

## References
1. ↑  Zoolander 2 på Medierådet for Børn og Unge. Hentet 13. juli, 2014.
2. 1 2 3  Fleming, Mike (2015-03-10). "'Zoolander 2′ Release Date Set For February 12, 2016". Deadline. Hentet 2015-04-13.
3. 1 2  Fleming, Mike (2014-11-20). "Penelope Cruz Catwalks To 'Zoolander 2;' Will 'Dumber To' Empower Silly Sequels?". Deadline. Hentet 2015-04-13.
4. 1 2  Snetiker, Marc (2014-11-20). "Christine Taylor to reprise role in 'Zoolander 2' - exclusive". EW.com. Hentet 2015-04-13.
5. ↑  by THR Staff. "Kristen Wiig Triangle Hair: Comedian Unveils Extreme New Hairstyle on 'Zoolander 2' Set". Hollywood Reporter. Hentet 2015-04-13.
6. ↑  by Steve 'Frosty' Weintraub. "Kevin Hart & Will Ferrell Talk 'Get Hard', 'Zoolander 2', and 'Ride Along 2'". Collider.com. Hentet 2015-04-13.
7. ↑  Cabin, Chris (2015-04-13). "Zoolander 2: First Look at Cyrus Arnold as Derek Zoolander's Son". Collider. Hentet 2015-04-23.
8. ↑  Jang, Meena. "Billy Zane 'Zoolander 2:' Actor Reveals Role in Sequel". Hollywood Reporter. Hentet 2015-04-23.
9. 1 2  Jang, Meena. "Fred Armisen 'Zoolander 2': Actor Joins the Cast". Hollywood Reporter. Hentet 2015-04-23.
10. ↑  Rosen, Christopher (2015-04-13). "Justin Bieber: Zoolander 2 cameo revealed by Ben Stiller". EW.com. Arkiveret fra originalen 28. november 2015. Hentet 2015-04-30.
11. ↑  Stiller, Ben. "Ben Stiller on Instagram". Hentet 2015-05-11.
12. ↑  Stiller, Ben. "Ben Stiller on Instagram". Hentet 2015-05-11.
13. ↑  "Ben Stiller Working on Zoolander Sequel? - /Film". Slashfilm.com. 2008-12-01. Hentet 2015-04-13.
14. ↑  Stiller, Ben. Television interview with Jonathan Ross. Friday Night with Jonathan Ross. May 15, 2009.
15. ↑  by CJ Simonson. "Justin Theroux to Co-Write and Direct ZOOLANDER 2". Collider.com. Hentet 2015-04-13.
16. ↑  "Stiller Talks Zoolander". Empireonline.com. Hentet 2011-08-31.
17. ↑  Lowe, Kinsey (21. april 2015). "'Zoolander 2′ Casts 2 More, 'Sophie' Adds 3, Vega Baby Picks Up 'Shooting The Warwicks' – Film Briefs". Deadline.com. Hentet 29. april 2015.
18. ↑  "Owen Wilson Says Zoolander 2 Will Likely Go Into Production Soon". CinemaBlend.com. 2010-12-12. Arkiveret fra originalen 3. maj 2015. Hentet 2011-08-31.
19. ↑  "Ben Stiller Talks Submarine". Empireonline.com. Hentet 2011-08-31.
20. ↑  Chitwood, Adam (2012-07-23). "'Zoolander 2' Sequel Update from Ben Stiller | Page 182723". Collider.com. Hentet 2015-04-13.
21. ↑  "Will Ferrell Expecting Read-Through of Zoolander 2 Script Soon". IGN. Hentet 23. marts 2015.
22. ↑  "Will Ferrell says Mugatu will appear in 'Zoolander 2'". New York Post. Hentet 23. marts 2015.
23. ↑  Evry, Max (2015-02-09). "Zoolander 2 to Shoot in Rome This Spring!". ComingSoon.net. Hentet 2015-04-13.
24. ↑  "Instagram". Instagram. Hentet 2015-04-13.